# Siennesis II
Siennesis II (en llatí Syennesis, en grec antic Συέννεσις) fou rei de Cilícia al segles VI i V aC, contemporani de Darios el Gran.
Era fill d'Oromedó al que va succeir a l'entorn del 500 aC. Heròdot el menciona com un dels comandants de la flota persa durant la invasió de Grècia per Xerxes I de Pèrsia (480 aC). La seva filla es va casar amb el noble Pixòdar de Cària, un dels dirigents de la Revolta Jònica.